# Escut de Sot de Ferrer
L'escut de Sot de Ferrer es un símbol representatiu oficial de Sot de Ferrer, municipi del País Valencià, a la comarca de l'Alt Palància. Té el següent blasonament:
| « | Escut quadrilong de punta redona. Truncat. Al primer quarter, d'or, sis cotisses de gules. Al segon, d'argent, tres arbres de sinople terrassats del mateix, en faixa. Al timbre, corona reial oberta, segons la tradició del Regne de València. | » |

## Història
L'escut fou aprovat per Ordre de 30 d'octubre de 1987, de la Conselleria d'Administració Pública, publicada en el DOGV núm. 710, del 25 de novembre de 1987 i modificat per Resolució de 19 de maig de 2015, del conseller de Presidència i Agricultura, Pesca, Alimentació i Aigua, publicada en el DOCV núm. 7552, del 19 de juny de 2015.

Escut de Sot de Ferrer des de 1987 fins 2015.

L'Ajuntament va iniciar el procediment per a dotar-se d'un escut i, el 23 de gener de 1987, obtingué l'informe favorable de la Reial Acadèmia de la Història. Es tracta de les armes parlants de la població. Al primer camper s'hi representen les armories dels Ferrer, antics senyor de la població. El bosc representa l'altra part del nom: Sot.
En 2015 es canvià la corona tancada per la corona reial oberta valenciana per tal d'adaptar l'escut a la normativa heràldica del País Valencià. També es simplificà el bosc, canviant-lo per tres arbres.